# Lucio Antonio Oro
Lucio Antonio Oro (ur. 19 kwietnia 1977 we Francisco Beltrão) – brazylijski siatkarz, obecnie drugi trener Resovii Rzeszów. Grał na pozycji atakującego.

## Kariera
- 1997–1999 Sao Caetano (BRA)
- 1999–2000 Obras de San Juan (ARG)
- 2000–2002 Club des Amigos Buenos Aires (ARG)
- 2002–2004 Sarda Cagliari (ITA)
- 2004–2005 Ermolli Castelnuovo (ITA)
- 2005–2006 Mail Service Corigliano (ITA)
- 2006–2007 Bre Banca Lannutti Cuneo (ITA)

## Kariera trenerska
- 2017– Asseco Resovia Rzeszów

## Sukcesy
- Mistrzostwo Ameryki Południowej juniorów: 1996
- Wicemistrzostwo Świata juniorów: 1997